# Tiszavárkony, Jász-Nagykun-Szolnok
Tiszavárkony  este un sat în districtul Szolnok, județul Jász-Nagykun-Szolnok, Ungaria, având o populație de 1.572 de locuitori (2011). 

## Demografie
Componența etnică a satului Tiszavárkony
     Maghiari (98,17%)
     Necunoscut (0,21%)
     Alții (1,62%)
Componența confesională a satului Tiszavárkony
     Romano-catolici (36,32%)
     Fără religie (26,08%)
     Reformați (12,72%)
     Necunoscută (23,79%)
     Alte religii (1,84%)
Conform recensământului din 2011, satul Tiszavárkony avea 1.572 de locuitori. Din punct de vedere etnic, majoritatea locuitorilor (98,17%) erau maghiari. Apartenența etnică nu este cunoscută în cazul a 0,21% din locuitori. Nu există o religie majoritară, locuitorii fiind romano-catolici (36,32%), persoane fără religie (26,08%) și reformați (12,72%). Pentru 23,79% din locuitori nu este cunoscută apartenența confesională.